# ITunes Festival: London 2011 (EP de Coldplay)
iTunes Festival: London 2011 é um EP ao vivo da banda britânica de rock alternativo Coldplay. O álbum foi gravado no iTunes Festival em julho de 2011 em Londres. Foi lançado mais tarde como download grátis pelo jornal The Sunday Times, aonde no EP, estava disponível 7 canções. Na semana seguinte foram disponíveis mais 5 canções pelo The Times.

## Lista de faixas
| N.º            | Título                           | Duração |  |
| 1.             | "Mylo Xyloto"                    | 0:42    |  |
| 2.             | "Hurts Like Heaven"              | 4:08    |  |
| 3.             | "God Put a Smile upon Your Face" | 4:36    |  |
| 4.             | "Viva la Vida"                   | 4:44    |  |
| 5.             | "Clocks"                         | 4:19    |  |
| 6.             | "Fix You"                        | 5:18    |  |
| 7.             | "Every Teardrop Is a Waterfall"  | 4:17    |  |
| Duração total: | Duração total:                   | 49:15   |  |